# Трудолюбівка (Богодухівський район)
Трудолю́бівка —  село в Україні, у Коломацькій селищній громаді Богодухівського району Харківської області. До 2017 орган місцевого самоврядування — Покровська сільська рада.
Населення становить 43 особи.

## Географія
Село Трудолюбівка розташоване на відстані 2 км від сіл Панасівка, Цепочкине і Підлісне.

## Історія
Село засноване 1775 року.
12 червня 2020 року, розпорядженням Кабінету Міністрів України № 725-р «Про визначення адміністративних центрів та затвердження територій територіальних громад Харківської області», увійшло до складу Коломацької селищної громади.
19 липня 2020 року, в результаті адміністративно-територіальної реформи і ліквідації Коломацького району, село увійшло до складу Богодухівського району.